# Beautiran
Beautiran egy francia település Gironde megyében az Aquitania régióban. Lakosainak száma 2466 fő (2022. január 1.).

## Adminisztráció
Polgármesterek:
- 2001–2020 Yves Mayeux	 (PS)

## Demográfia
| Lakosok száma | 1214 | 1416 | 1803 | 2115 | 2169 | 2178 | 2267 | 2330 | 2404 | 2466 |
|               | 1968 | 1982 | 1990 | 2006 | 2013 | 2015 | 2017 | 2019 | 2020 | 2022 |